# Villabasta de Valdavia
Villabasta de Valdavia is een gemeente in de Spaanse provincie Palencia in de regio Castilië en León met een oppervlakte van 11,19 km². Villabasta de Valdavia telt 31 inwoners (1 januari 2016).

## Demografische ontwikkeling
Bron: INE, 1877-2011: volkstellingen
Opm.: Tussen 1857 en 1877 behoorde Villabasta de Valdavia tot de gemeente Arenillas de San Pelayo